# 普里莫爾斯凱 (頓內茨克州)
普里莫爾斯凯（羅馬化：Prymorske）是位於烏克蘭東部頓涅茨克州卡利米烏斯凱區新亞速斯克市鎮的村莊。該村海拔高度96米，該鎮的農場主要種植穀物，2001年人口1,407。